# Cecilia Barriga
Cecilia Barriga (Concepción, Chile, 1957) es una directora, guionista y productora audiovisual hispana-chilena que utiliza diversos formatos y géneros: videoarte experimental y performance, documental y cine de ficción. Desde el inicio de su carrera en 1982 ha documentado la situación de las mujeres en el mundo, el pensamiento y activismo feminista y la construcción de identidades, individuales y colectivas. También ha seguido de cerca el proceso de movimientos ciudadanos como el 15M en España, “Occupy Wall Street” en EE.UU y las protestas de estudiantes en Chile. Constante viajera, además de Chile y España ha residido en Nueva York, La Habana, Berlín y Zúrich. Sus trabajos se han exhibido internacionalmente en museos de arte contemporáneo, canales de televisión, festivales y salas de cine.

## Formación
Realizó sus primeros estudios en Concepción hasta que en 1977, a los 19 años, se exilió a España huyendo de la dictadura chilena. En Madrid estudió imagen y sonido en la Universidad Complutense y se licenció en 1985. Una década después continúa su formación en otros países: en 1994 realiza un curso de documentales en la Escuela Internacional de Cine y Televisión (EICTV)  en La Habana (Cuba). En 1995-1996 realiza un seminario de escritura creativa audiovisual en la Universidad de Columbia, Nueva York. En el 2008 obtiene una beca de escritura de guion en el Centro de Arte Montehermoso y Art in residency. Villa Strauli. Winterthur. Suiza.

## Trayectoria profesional
En su obra destaca el tratamiento de la mujer desde una perspectiva feminista y la reflexión sobre la construcción de identidades individuales y colectivas. Por otro lado, el contexto de la represión política de la dictadura que le tocó vivir en Chile durante su adolescencia son determinantes para entender la preocupación que siempre ha tenido por la denuncia de cualquier forma de represión de las libertades, señala la propia cineasta en "Lo que queda de mí" un texto autobiográfico en el que explica su interés por el video-arte y su proceso en la creación audiovisual.
En su primer trabajo, "Entre actos" (1982) experimenta con el videoarte, un género que -según Barriga- se estaba empezando a conocer en España ignorado todavía por la gran mayoría de especialistas y académicos relacionados con el mundo audiovisual. En la pieza plantea el retrato minimalista de una mujer que realiza solitarios y repetitivos gestos que la relacionan con objetos y utensilios del trabajo doméstico. De una forma parecida explora en el acto repetitivo y solitario el contacto con su cuerpo como un objeto de placer. En el fondo -dice Barriga- es la representación de la opresiva soledad y repetición del trabajo doméstico y la reivindicación de la masturbación como la afirmación de la apropiación del placer individual como una vía de liberación.
En 1984 realiza su primer documental: Alcobendas puede ser un nombre de mujer. Bajo la pregunta ¿Qué es ser mujer? propone a distintas mujeres de la ciudad la reflexión que constata la dificultad para definir un concepto aparentemente fácil y culturalmente acotado. El documental recibe el Premio Nacional de Video del Instituto de la Mujer.
Con Voix on eine pista (1987) vídeo experimental muestra un paseo abstracto y algo surrealista por la vida de un personaje ausente y perdido. En el escenario de una pista de atletismo aparecen una serie de personajes de distintas nacionalidades dando testimonio en sus idiomas respectivos (francés, portugués, inglés, alemán y español) de la vida de Gregorio Sánchez, a quién solo vemos minutos antes de iniciar su carrera en solitario en esa pista también desolada.
En 1988 Barriga regresa por primera vez a Chile con una cámara y rueda el documental Chile, por qué no sé en el que muestra los momentos de exaltación en Chile tras la victoria del “No” ante el plebiscito nacional convocado por Augusto Pinochet y la vuelta del país a la democratización en 1989.
En 1990- 1991 crea una de sus obras más reconocidas, Encuentro entre dos reinas, un corto de 14 minutos en el que a modo de cine mudo, a través de textos y música de piano, se articula un drama a dos bandas entre Marlene Dietrich y Greta Garbo haciéndolas coincidir mediante la apropiación de fragmentos de películas. El trabajo se articula sobre la deconstrucción del género y dialoga con el libro Gender Trouble de Judith Butler, publicado en EE. UU. ese mismo año estandarte de los estudios feministas y queer en las universidades de EE. UU. durante la década de los noventa. Se trata de una de las piezas queer con mayor proyección internacional en el circuito artístico, presente en instituciones como el MoMA (Nueva York), Whitney Museum (Nueva York), Museo Nacional Centro de Arte Reina Sofía o el Museo Guggenheim (Bilbao).
En Esquizo Formas (1991), divide el cuerpo proyectado y el cuerpo grabado de los espectadores a través de tres monitores Barriga utilizó una columna de 3 monitores que reproducían el cuerpo humano dividido en tres partes. Se proyectaba el cuerpo dividido de diversas personas que bailaban al ritmo de una música. Poco a poco se iban mezclando los cuerpos en distintas partes y el resultado era una combinación deformante de las personas, una mujer con un tronco de hombre y pies de niño, por ejemplo u otras delirantes combinaciones. El espectador se ponía en un punto de luz desde donde debía mirar la proyección y a su vez él se veía reflejado en otra columna formada por dos espejos del mismo tamaño y puestos a la misma altura de los monitores que debía contemplar. En vez del monitor superior que correspondía a la cabeza aparecían una serie de primeros planos frontales de famosas estrellas de cine que miraban a cámara. Como consecuencia el espectador veía su cuerpo con el rostro de un famoso.
En 1994 filmó La herida de mi ojo sobre la Cuba contemporánea.
En Pekín no fue un sueño (1995), documenta la IV Conferencia Mundial sobre la Mujer convocada por Naciones Unidas en Beijing. Mujeres de todo el mundo reflexionando sobre los pilares de batalla de los años sesenta y setenta todavía vigentes que mantienen la desigualdad.
Con Calor City (1996) realizó una acción en Nueva York durante la gran nevada que dejó cubierta de nieve Manhattan y la paralizó durante varias horas. Con un vídeo proyector portátil se paseó por las calles haciendo proyecciones sobre las montañas blancas de nieve que tapaban los coches con imágenes del sol y las aguas caribeñas de Cuba. En el fondo -ha explicado Barriga sobre la obra- era sugerir con un simple acto, que en circunstancias extremas una gran ciudad con tanto poder como Manhattan, podía ser tan vulnerable a necesitar ayuda de otros lugares mucho menos poderosos y más pobres como Cuba, con su calor y su energía natural.
Durante la década de los 2000 seguirá con la videocreación, aunque el tono del mensaje se volverá más íntimo y autobiográfico. Es el caso de Amor Veloz (2000) una pieza de vídeo arte para ser proyectada en una sala grande. Por la ventana de un tren de alta velocidad vemos el típico paisaje del sur de España. La imagen es siempre este viaje y nunca descubrimos el interior del tren. Aparece un texto escrito que corresponde al pensamiento de un supuesto personaje que va sentado frente a esta ventana. Como un homenaje a Marguerite Duras, el texto nos cuenta las percepciones que este hombre tiene de una mujer que está sentada frente a él.
También en el 2000 rueda en Nueva York Cuando amo, amo en el marco del cine de ficción. Un corto que habla del amor como construcción imaginaria y del desamor como pesadilla construida. Una ambigua escritora-escritor cuenta sus dolores por su amor perdido. La rabia y el dolor de sentirse abandonada-do en la inmensidad de Manhattan le hacen pensar también en la destrucción de esa ciudad herida por años de despiadada civilización.
En el 2000-2001 estrena Time's Up! (Se acabó el tiempo), su primer largometraje protagonizado por la argentina Leonor Benedetto. Una comedia en blanco y negro rodada en Nueva York en la que cuenta las vivencias de una psicóloga que, harta de pagar alquileres, se compra una caravana para pasar consulta a sus pacientes, con el trasfondo de la situación política de América Latina, concretamente de Argentina y Chile presentada en el Festival presenta en la sección Zabaltegi
El camino de Moisés (2003), un documental de encargo para el programa “Documentos TV” de “La 2” de TVE, muestra el tránsito que hace el protagonista desde su identidad de nacimiento con genitalidad femenina a una transformación de su autoidentidad masculina. Desde una posición queer, este documental propone una reflexión sobre la cuestión de género y el transgénero como categorías en constante modificación.
Lloro (2004), es una videoinstalación con dos grandes pantallas confrontadas en la que se muestra a la propia autora llorando frente a la cámara sobre todas las situaciones y momentos que la han marcado. Imágenes de guerra, la muerte de su padre, recuerdos de amores perdidos, paisajes destruidos, imágenes de películas que la han hecho llorar, etc.. Es un extenso collage largo y variado sobre el que se oye el desgarro de mi llanto rodado de una forma tan despojada que resulta casi pornográfico... explica Barriga.
En el año 2005 presenta El origen de la violencia. El vídeo busca los procesos ocultos por los que ésta se desencadena. Un niño comienza a maltratar a su gatito en un lugar perdido de la selva amazónica. Barriga se pregunta cuál fue el motivo que desencadenó la acción. De la misma manera, las mujeres han sido tratadas a lo largo de la historia como identidad secundaria al sujeto social. … Durante siglos lo femenino ha sido tratado por el poder como una identidad pobre y débil. Como ese niño indígena, también habitante de una periferia, en este caso la del desarrollo. Ese desprecio, esa minusvaloración nos llena de rabia y de ira contenida (Barriga, 2005: 58).
También en 2005 presenta el documental Ni locas ni terroristas en el Festival de Cine de San Sebastián
En el 2006 inicia su colaboración con la suiza Claudia Lorenz con dos cortos: El día del euro (2007) y la historia de un encuentro casual en Zúrich de dos mujeres que vivieron una historia de amor en su juventud en Im Fluss (En el río) seleccionado entre los mejores 20 documentales del programa Documentos TV de Televisión Española.
En el año 2010 con 5000 feminismos Barriga recoge en un documental de 52' el retrato de la fuerza política, organizativa del feminismo a partir del encuentro del 6 de diciembre de 2009 que conmemoraba el 30 aniversario de las primeras Jornadas Feministas de Granada con una manifestación por el centro de la ciudad de cerca de 5.000 feministas en la que durante dos horas, una batucada, la cofradía del "mismísimo coño", una performance del colectivo Medeak y decenas de pancartas sostenidas por miles de cuerpos encarnaron la amplitud del sujeto identitario feminista.
En 2012 su película Time's up! (2000) fue incluida en el ciclo El Silencio del Palacio. Perspectivas del cine feminista del Museo Reina Sofía de Madrid.
En 2013 estrena Tres instantes, un grito grabada en 2011, documentando la experiencia de la Primavera Árabe, el 15M, Syntagma, Occupy Wall Street y el movimiento estudiantil chileno. En los tres casos aparecen retóricas y referencias a un feminismo práctico. Hay otras resonancias, otras formas de entender la política, disidencias con respecto a las formas tan clásicas y masculinas de la izquierda tradicional declara la cineasta en una entrevista sobre el documental y su proceso de creación.
En el año 2014 participa en el libro colectivo Feminismos lesbianos y queer coordinado por Beatriz Suárez Briones con el capítulo Posiciones frente a lo queer.

## Arte feminista
La cuestión de la nueva identidad histórica de la mujer cobra especial importancia a partir de los años 70. Cecilia Barriga intenta reflexionar sobre ello en muchas de sus obras.  
Para mí el “arte feminista” es el tránsito inevitable que hicimos muchas mujeres para alcanzar nuestro verdadero espacio, es decir “otro” más igualitario y diferente explica Cecilia Barriga señalando elementos que resultan constantes en su trabajo: la representación de lo femenino  (con todo el espectro en el que se articula, sea bajo una identidad de género o con la reivindicación del feminismo como un trayecto necesario), las otras opciones sexuales, tanto el lesbianismo como la transexualidad o la movilidad de los estereotipos sexuales, la denuncia social y la multiculturalidad, el dolor del desamor y la soledad del ser humano.

## Videografía y filmografía
- 2013 Tres instantes, un grito Documental. 96' Guion, dirección y producción
- 2010 Casa de red 8' Videocreación.
- 2010 Mujeres por un mundo mejor Documental
- 2010 Arco nano (Arte pequeño)  2'
- 2010 El esqueleto tatuado Video performance
- 2010 5000 feminismos Documental Guion y dirección
- 2008 Deseo del agua Producción independiente
- 2008 Ojo eje 6' Videocreación
- 2008 Ficciones sobre el documental Videocreación Festival Documenta Madrid08
- 2007 Pequeñas manipulaciones sobre género, identidad y otras representaciones Videoinstalación. Exposición Kiss Kiss Bang Bang. Museo de Bellas Artes de Bilbao.
- 2007 El Día del euro 6' (Codirección) Video artístico. Proyecto Madrid Procesos 06 AVAM (CRAC)
- 2007 Im Fluss (En el río) 6' (Codirección) Videocreación. Proyecto Madrid Procesos 06 AVAM (CRAC)
- 2006 Lo que ellas ven. Sala Rekalde Bilbao
- 2005 El pasajero triste Arte Solidario. Video instalación. Centro Cultural El Águila.
- 2005 Ni locas, ni terroristas 50' Documental. Guion y dirección. Continental Films para TVE. La noche temática
- 2005 11 segundos Produccions Orgánicas para TVE. Documentos TV
- 2004 El origen de la violencia Exposición 2005-2006 Cárcel de amor. Museo Nacional Centro de Arte Reina Sofía.
- 2004 Lloro Videoinstalación
- 2004 Gonzalo Rojas, poeta del relámpago Universidad de Alcalá de Henares
- 2003 El camino de Moisés Documental. Dirección
- 2001 Atrapados en el paraíso Documental. Guion y dirección
- 2000 Time's Up! (Se acabó el tiempo) Largomentraje. Guion, dirección y producción
- 2000 Amor Veloz Videocreación. Homenaje a Margarite Duras
- 2000 Cuando amo, amo Corto rodado en Nueva York
- 1997 Cuéntame de la Luna Christian Aid. Inglaterra
- 1996 Por qué no una mujer Ordas SL Madrid
- 1996 Calor City
- 1995 Pekin no fue un sueño Documental
- 1995 Social summit, people summit Naciones Unidas
- 1994 La herida de mi ojo
- 1993 Mírame, mírame Guion, dirección y producción
- 1991 Esquizo Formas
- 1990 Encuentro entre dos reinas (Meeting of Two Queens) Video experimental. Corto. Guion y Dirección
- 1989 Largo recorrido
- 1988 Chile, por qué no sé  Documental
- 1987 Voix on eine pista. Video experimental
- 1984 Alcobendas puede ser un nombre de mujer Documental
- 1982 Entre actos Videoarte

## Premios
2001 Por Time's up! consiguió el premio a la Mejor Película en el Festival Internacional de Cine de Amiens y una Mención Especial en el Festival Internacional de Films de Femmes.
1994 Alcobendas puede ser un nombre de mujer  Premio Nacional del Instituto de la Mujer
1993 Mírame, mírame mejor corto IX Festival Internacional de Cine realizado por mujeres